# Франк, Рейнгольд
Ре́йнгольд Фра́нк (нем. Reinhold Frank; 23 июля 1896, Бахгауптен (ныне Острах) — 23 января 1945, Берлин) — немецкий юрист, член движения Сопротивления Германии. Был приговорён к смертной казни за участие в организации покушения на Гитлера и казнён в берлинской тюрьме Плётцензее.

## Биография
Рейнхольд Франк родился вместе со своей сестрой-близнецом в строгой католической семье фермеров Франца Франка и его жены Терезии 23 июля 1896 года, в ту пору независимом княжестве Гогенцоллерн, в общине Бахгауптен при Острахе. Он был их седьмым ребёнком. Посещал епископский гимназический конвикт в Зигмарингене и отправился добровольцем на военную службу.
После Первой мировой войны, изучал  юриспруденцию во Фрайбурге и Тюбингене. Состоял в немецкой студенческой католической ассоциации Арминия во Фрайбурге. После стажировки с 1923 года работал адвокатом в Карлсруэ, организовав совместно с доктором Гонольдом адвокатскую фирму. Рейнхольд Франк был членом партии Центра и в течение десяти месяцев — одним из членов городского совета Карлсруэ, вплоть до его роспуска национал-социалистами.
Его христианское мировоззрение и моральные принципы были несовместимы c нацистской идеологией. Он часто оказывался в роли адвоката, защищая представителей разных политических и религиозных течений, которые преследовались за инакомыслие и критику нацистского режима во времена Третьего рейха.
Рейнгольд Франк состоял в Движении сопротивления, в группе основанной доктором Карлом Фридрихом Гёрделером. На определённом этапе он дал согласие взять на себя одну из ведущих ролей в Бадене в деле восстановления демократии в Германии и принял участие в заговоре с целью свержения режима Гитлера. После неудачного покушения на Гитлера в Волчьем логове в Восточной Пруссии, Франк был арестован на следующий день, 21 июля 1944 года. Его признали виновным в государственной измене и предательстве. 12 января 1945 года он был приговорен к смертной казни, и 23 января повешен в тюрьме Плётцензее в Берлине.
У Рейнгольда Франка остались жена и четверо детей.

## Память
- На Главном кладбище Карлсруэ установлен кенотаф[2][3].
- Средняя школа в Острахе носит имя Рейнгольда Франка (Reinhold-Frank-Schulzentrums Ostrachtal)[4][5].
- В Карлсруэ[6], Острахе[7] и в Зигмарингене[8] именем Рейнгольда Франка названы улицы (Reinhold-Frank-Straße).
- Ежегодно около 20 июля в городе Карлсруэ (и до 2009 года городскими властями города Раштатта), организуются лекции, посвященные Рейнгольду Франку, его судьбе и деятельности[2].